# Deutsch-kurdische Beziehungen

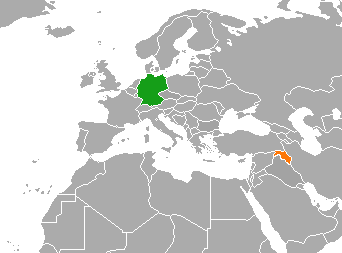
Deutschland und die Autonome Region Kurdistan

Die Deutsch-kurdischen Beziehungen sind die Beziehungen zwischen der Bundesrepublik Deutschland und der Autonomen Region Kurdistan im Nordirak. Deutschland erkennt die Region Kurdistan nicht als eigenständigen Staat an, unterhält jedoch enge Kontakte zu der kurdischen Regionalregierung und hat ein Generalkonsulat in Erbil als diplomatische Vertretung errichtet. Im Rahmen der Internationale Allianz gegen den Islamischen Staat ab 2014 waren die irakischen Kurden ein enger militärischer Verbündeter der NATO-Staaten gegen den Islamischen Staat. Dadurch wurden die politischen und militärischen Kontakte zwischen der BRD und den Kurden im Irak deutlich intensiviert. Zwischen den beiden Parteien haben zahlreiche hochrangige Treffen stattgefunden, darunter ein Besuch des kurdischen Präsidenten Masud Barzani in Berlin im Jahr 2009, wo er mit Bundeskanzlerin Angela Merkel und Außenminister Frank-Walter Steinmeier zusammentraf. Deutschland war einer der wichtigsten Verbündeten der Region Kurdistan im Kampf gegen den Islamischen Staat. Eine Brücke zwischen Deutschland und Kurdistan stellen außerdem die zahlreichen Kurden in Deutschland dar, deren Anzahl auf eine halbe bis eine Million geschätzt wird.

## Geschichte
Zu intensivierten Kontakten zwischen Deutschen und Kurden kam es im Rahmen des Deutsch-Osmanischen Bündnisses und dem Bau der Bagdadbahn im späten 19. und frühen 20. Jahrhundert. Während des Zweiten Weltkriegs versuchte NS-Deutschland mit dem Unternehmen Mammut einen Aufstand in den irakischen Kurdengebieten auszulösen, um die Ölproduktion im britischen Irak während des Krieges zu stören. Der Abwehr-Mitarbeiter Gottfried Johannes Müller wollte dafür auf seine Bekanntschaft zu Mahmud Barzandschi zurückgreifen. Der Plan scheiterte allerdings 1943 an mangelhafter Ausführung.
Nach der Machtergreifung Saddam Hussein im Irak gegen Ende der 1970er Jahre stieg die Anzahl der irakischen Asylbewerber in Deutschland an. Viele davon waren Kurden, welche sich im Irak Saddams brutalen Repressionen ausgesetzt sahen. Deutschland kooperierte mit Saddams Regime und deutsche Unternehmen waren an der Lieferung von Chemikalien an den Irak beteiligt, die bei dem Giftgasangriff auf Halabdscha 1988 gegen die Kurden eingesetzt wurden. Im Zweiten Golfkrieg 1990/91 konnten die Kurden im Irak ein Autonomiegebiet errichten und waren danach Verbündete des Westens gegen Saddam, der nach seiner Invasion von Kuwait ein Paria geworden war. 1992 richteten die irakischen Kurden eine Mission in Berlin ein, die direkte Kontakte zur deutschen Regierung herstellte. Darüber hinaus hatte die Mission die Aufgabe, die humanitäre und Entwicklungshilfe aus Deutschland für die kurdische Region zu koordinieren und die deutsche Öffentlichkeit und die Medien über die allgemeine Lage in Kurdistan zu informieren. Im Jahre 1993 wurde die militante Arbeiterpartei Kurdistans (PKK) von Deutschland verboten, da sie an Gewalttaten gegenüber türkischen Organisationen in Deutschland beteiligt war.
Deutschland lehnte den von den USA angeführten Irakkrieg 2003 ab und beteiligte sich nicht an der Koalition der Willigen. Das Ende von Saddam Husseins Regime begünstigte allerdings die intensivierten Kontakte zwischen Deutschland und Kurdistan, die 2009 zu einem „Staatsbesuch“ von Regionalpräsident Masud Barzani in Berlin führte. Um den Vormarsch des Islamischen Staates in den Nordirak zu bekämpfen, beschloss die deutsche Bundesregierung 2014, die kurdischen Streitkräfte (Peschmerga) militärisch zu unterstützen. Steinmeier erklärte dazu: „Wir können nicht auf der einen Seite die kurdischen Sicherheitskräfte loben, ihnen auf die Schulter klopfen, dass sie stellvertretend für uns alle gegen ISIS kämpfen, und dann, wenn sie um Hilfe bitten, einfach sagen: ‚Schaut, wie ihr weiterkommt‘“. Die erste Hilfslieferung mit militärischer Ausrüstung wurde im August 2014 verschickt.
Am 28. September 2014 reiste die deutsche Verteidigungsministerin Ursula von der Leyen nach Erbil und erklärte, dass Deutschland die kurdischen Soldaten im Kampf gegen den IS unterstützen werde. Ab Februar 2015 bildete die Bundeswehr die Peschmerga aus. Bis 2018 wurden so über 17.000 Kurden vor Ort militärisch ausgebildet und knapp 300 Kurden erhielten eine Ausbildung in Deutschland selbst. Im Kampf gegen den IS belieferte Deutschland die Kurden mit verschiedenen Waffen. Im August 2016 erklärte ein Sprecher des deutschen Verteidigungsministeriums, dass bereits 70 Tonnen Waffen geschickt worden seien, darunter 1.500 Gewehre, 100 Raketen und gepanzerte Fahrzeuge. Der deutsche Außenminister Sigmar Gabriel traf sich im April 2017 mit Präsident Barzani und lobte die Bemühungen der Kurden im Kampf gegen ISIS. Das einseitige Unabhängigkeitsreferendum in Irakisch-Kurdistan im September 2017 wurde von Deutschland allerdings abgelehnt, da es einen geeinten Irak befürwortet. Einige Kurdenorganisationen in Deutschland und die politische Partei Die Linke äußerten sich positiv zu einer möglichen kurdischen Unabhängigkeit.
Die deutsche Außenministerin Annalena Baerbock besuchte im März 2023 Erbil und sagte der kurdischen Regionalregierung Unterstützung bei dem Wiederaufbau kriegszerstörter Gebiete zu. Auch bei der Wiedereingliederung von etwa einer Million Binnenvertriebenen wurde Hilfe zugesichert. Ein weiteres Thema von Baerbocks Besuch war die Lage der Jesiden nach dem Völkermord an den Jesiden durch den IS. Durch die langjährige Verfolgung der Gruppe sind zahlreiche Jesiden nach Deutschland geflohen. 

## Deutsche Vertretungen in Kurdistan
Deutschland hat 2009 ein Generalkonsulat in Erbil eröffnet. In Erbil befindet sich auch ein Goethe-Institut, ein Informationszentrum des DAAD, eine Deutsche Schule, ein Wirtschaftsbüro der BRD und eine Vertretung der Deutschen Gesellschaft für Internationale Zusammenarbeit (GIZ).